# Вульфсон, Борис Львович
Борис Львович Вульфсон (27 мая 1920, Витебск, РСФСР — 31 августа 2016, Москва, Российская Федерация) — советский и российский педагог, доктор педагогических наук, член-корреспондент РАО.

## Биография
Поступил на исторический факультет Ленинградского государственного университета, учёба была прервана Великой Отечественной войной: участвовал в боях под Ленинградом, в августе 1941 г. получил тяжёлую контузию, долго находился на излечении в госпиталях, затем до 1946 г. проходил военную службу в запасных частях и органах местного военного управления. Своё обучение завершил в 1948 г. в Московском городском педагогическом институте им. В.П. Потёмкина, там же обучался в аспирантуре на кафедре новой истории, одновременно работая учителем истории в школе.
В 1951 году защитил диссертацию на степень кандидата исторических наук («Анархо-синдикализм в рабочем движении Франции в начале XX века»). Доктор педагогических наук (1972), профессор (1991), член-корреспондент РАО (1995; Отделение философии образования и теоретической педагогики).
Являлся одним из основателей отечественной научной школы «Сравнительная педагогика», до конца жизни был главным научным сотрудником Института стратегии развития образования РАО (до 2014 г. — ИТИП РАО). Исследовал процессы развития образования за рубежом, философские и социологические основы педагогической мысли на Западе.
Автор около 200 научных работ, из них — 12 монографий, фундаментального учебника по сравнительной педагогике. Более двадцати его научных трудов переведены на иностранные языки. Автор очерков о педагогических концепциях видных западных учёных и мыслителей XX века — Д. Дьюи, Э. Фромма, Ж. Маритена, Ж. Фурастье, С. Френе, Дж. Брунера, в которых показано воздействие идей этих мыслителей и учёных на современную педагогику в разных странах.
Подготовил 20 кандидатов и докторов наук. В течение ряда лет читал курс «Сравнительная педагогика» в Университете Pоссийской академии образования.

## Награды и звания
Награждён орденом Отечественной войны II степени, многими медалями. 
В 2000 г. был удостоен премии Президента Российской Федерации в области образования.

Заслуженный работник высшей школы Российской Федерации, почётный работник высшего профессионального образования Российской Федерации, отличник просвещения СССР, удостоен медали К. Д. Ушинского и премии II степени АПН СССР, золотой медали «За достижения в науке» Российской академии образования.

## Основные работы
Книги
- Школа современной Франции. М.: Педагогика, 1970
- «Педагогическая мысль современной Франции» / Б. Л. Вульфсон // М., 1983. — 184 с.
- «Образование в развитых капиталистических странах. Образование в современном мире» / Б. Л. Вульфсон, З. А. Малькова // М., 1986. — 263 с.
- «Среднее образование в современном мире». ЮНЕСКО. 1987 (на англ. яз.). ЮНЕСКО, Женева (на англ., франц., исп.яз.), 1988.
- «Развитие образования в современном мире» / Б. Л. Вульфсон // Программа спецкурса. — М. : РОУ, 1993.
- «Реформы образования в современном мире. Глобальные и региональные тенденции» / Б. Л. Вульфсон // М., 1995. — 272 с.
- «Сравнительная педагогика. Учебное пособие» / Б. Л. Вульфсон // — М.: Институт практической психологии, 1996. — 143 с.
- «Стратегия развития образования на Западе на пороге XXI века» / Б. Л. Вульфсон, З. А. Малькова // М. : УРАО, 1999. — 208 с.
- «Сравнительная педагогика. История и современные проблемы» / Б. Л. Вульфсон // М. : УРАО. — 2003. — 232 с.
- «Образовательное пространство на рубеже веков» / Б. Л. Вульфсон // — М. : НОУ ВПО МПСИ, 2006. — 223 с.
- «Нравственное и гражданское воспитание в России и на Западе. Актуальные проблемы» / Б. Л. Вульфсон // М. : НОУ ВПО МПСИ, 2008. — 332 с.
- «Актуальные проблемы воспитания в условиях глобализации и встречи культур» / Б. Л. Вульфсон // М.: МПСИ, 2009.
- «Образование в постиндустриальном мире: кризис и реформы» / Б. Л. Вульфсон // М. : НОУ ВПО «Московский психолого-социальный университет», 2013. — 136 с.
- «Аккультурация иммигрантов на европейском образовательном пространстве» / Б. Л. Вульфсон // М. : Издательство ММПСУ, 2015. — 108 с.

Статьи
- «Высшее образование на Западе на пороге XXI века: успехи и нерешённые проблемы» / Б. Л. Вульфсон // Педагогика. — 1999. — № 2. — С. 84-95.
- «Педагогическая компаративистика российского зарубежья» / Б. Л. Вульфсон // Педагогика. — 2001. — № 2. — С. 81-98.
- «Методы сравнительно-педагогических исследований». М.: Педагогика. — 2002. — № 2. — С. 70-80.
- «Классификация и методы использования источников сравнительно-педагогических исследований» / Б. Л. Вульфсон // Отечественная и зарубежная педагогика. — 2006. — № 3. — С. 43-57.
- «Нравственные императивы и задачи воспитания» / Б. Л. Вульфсон // Педагогика. — 2006. — № 10. — С. 3-10.
- «Религия, церковь и школа за рубежом» / Б. Л. Вульфсон // Педагогика. — 2007. — № 4. — С. 17-29.
- «Россия и Европа: фундаментальные проблемы курсов отечественной истории» / Б. Л. Вульфсон // Педагогика. — 2008, — № 7. — С.17-25.
- «Проблема национальных образовательных стандартов: компаративистский контекст» / Б. Л. Вульфсон // Педагогика 2009. — № 4. — С. 65-80.
- «Международные организации по просвещению о проблемах педагогического образования» / Б. Л. Вульфсон // Педагогика. — 2010. — № 6. — С. 84-90.
- «Миграционные процессы в современном мире и образовании». / Б. Л. Вульфсон // Педагогика. — 2011. — № 1. — С. 103—109.
- «Сравнительная педагогика в системе современного научного знания» / Б. Л. Вульфсон // Научные основы развития образования в XXI веке. — СПб. : СПбГУП, 2011. — С. 618—619.
- «Сравнительная педагогика: актуальные вопросы теории и методологии» / Б. Л. Вульфсон // Отечественная и зарубежная педагогика. — 2011. — № 1. — С. 17-29.
- «Статистика как источник сравнительно-педагогических исследований» / Б. Л. Вульфсон // Педагогика. — 2011. — № 10. — С. 70-78.
- «Западноевропейское образовательное пространство XXI века: прогностические модели» / Б. Л. Вульфсон // Экономика образования. — Кострома, 2012. — № 1. — С.17-20.
- «Модернизация содержания общего образования: компаративистский контекст» / Б. Л. Вульфсон // Отечественная и зарубежная педагогика. — 2013, — № 3 (12). — С. 5-22.
- «Теоретико-методологические основы сравнительно-педагогических исследований. Институт теории и истории педагогики: 1944—2014» / Под общ. ред. С. В. Ивановой // М. : ФГНУ ИТИП РАО, 2014. — 448 с.
- «Аккультурация иммигрантской молодёжи в европейском образовательном пространстве» / Б. Л. Вульфсон // Отечественная и зарубежная педагогика. — 2014, — № 6 (21). — С. 43-48.